# Campionato panellenico di pallacanestro 1957-1958
Il campionato panellenico 1957-1958 è stata la 18ª edizione del massimo campionato greco di pallacanestro maschile. La vittoria finale è stata ad appannaggio dell'AEK Atene.

## Risultati

### Stagione regolare
|    | Squadra        | G | V | P | PF  | PS  | Pt. |
| -- | -------------- | - | - | - | --- | --- | --- |
| 1. | AEK Atene      | 6 | 5 | 1 | 357 | 314 | 11  |
| 2. | Aris Salonicco | 6 | 4 | 2 | 314 | 314 | 10  |
| 3. | Panellīnios    | 6 | 4 | 2 | 421 | 357 | 10  |
| 4. | PAOK Salonicco | 6 | 3 | 3 | 325 | 344 | 9   |
| 5. | Panathīnaïkos  | 6 | 3 | 3 | 348 | 341 | 9   |
| 6. | Olympiakos     | 6 | 2 | 4 | 387 | 420 | 8   |
| 7. | XAN Salonicco  | 6 | 0 | 6 | 307 | 369 | 6   |

| Campionato panellenico 1957-1958 |
| -------------------------------- |
| AEK Atene 1º titolo              |

## Formazione vincitrice
| N° | Naz.              | Ruolo | Sportivo             |  | Alt. |  |
| -- | ----------------- | ----- | -------------------- |  | ---- |  |
|    | Grecia (bandiera) |       | Dermanoutsos         |  |      |  |
|    | Grecia (bandiera) |       | Babanikolos          |  |      |  |
|    | Grecia (bandiera) |       | Evagelatos           |  |      |  |
|    | Grecia (bandiera) |       | Kōstas Karamanlīs    |  |      |  |
|    | Grecia (bandiera) |       | Papathanasiou        |  |      |  |
|    | Grecia (bandiera) |       | Vangelis Sevdinoglou |  |      |  |
|    | Grecia (bandiera) |       | Tzekos               |  |      |  |
|    | Grecia (bandiera) |       | Tzilitzoglou         |  |      |  |
|    | Grecia (bandiera) |       | Hatziraptis          |  |      |  |
|    | Grecia (bandiera) |       | Terkesidis           |  |      |  |
|    | Grecia (bandiera) |       | Ksenoudakis          |  |      |  |
|    | Grecia (bandiera) |       | Theodoropoulos       |  |      |  |
|    | Grecia (bandiera) | All.  | Kōstas Karamanlīs    |  |      |  |